# Doctrine Brejnev
Pour les articles homonymes, voir Brejnev (homonymie).

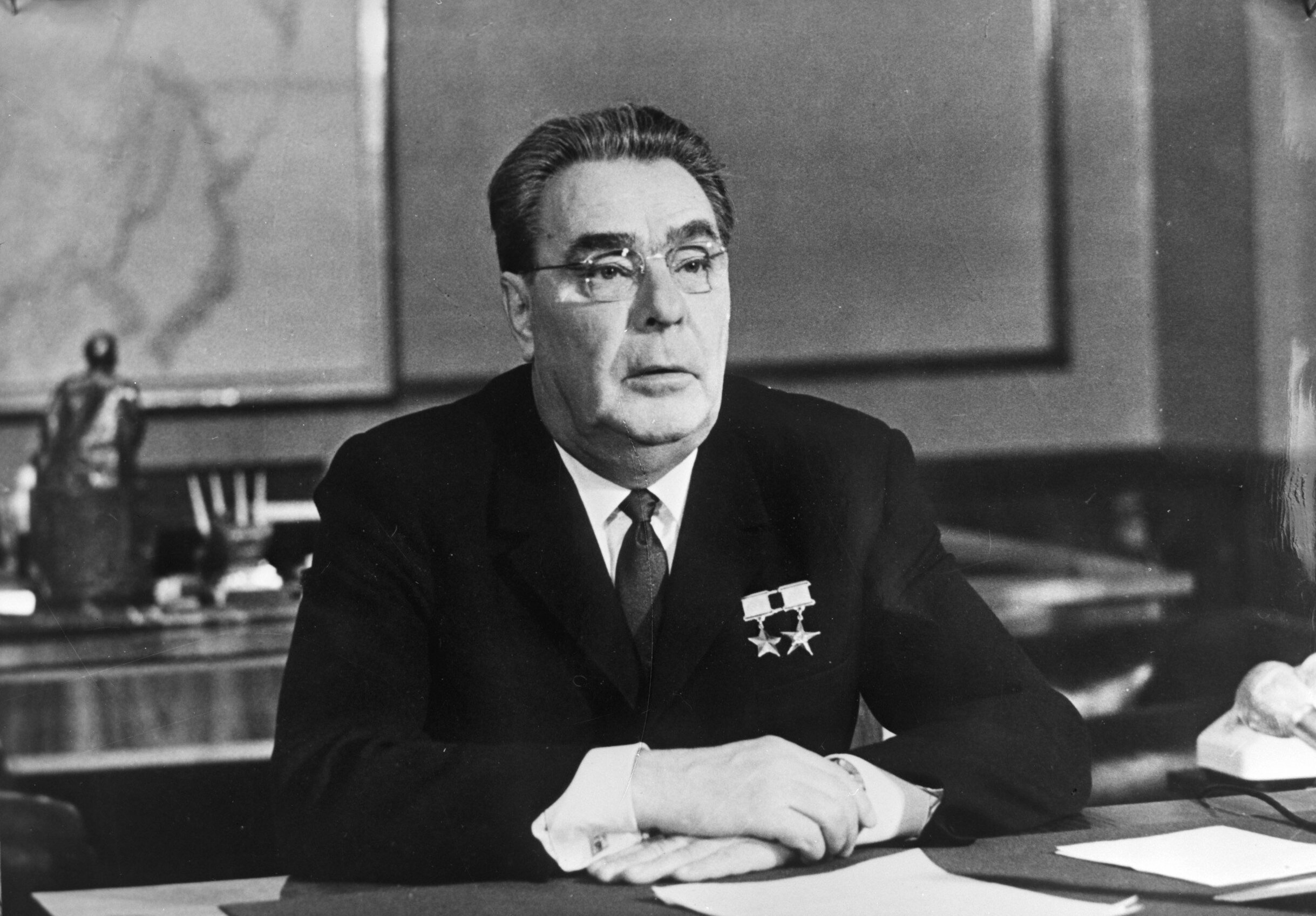
Léonid Brejnev, Secrétaire général du Comité central du Parti communiste de l'Union soviétique de 1966 à 1982.

La doctrine Brejnev est une doctrine politique soviétique définie en 1968 dans le contexte du Printemps de Prague qui limite la souveraineté des États satellites de l'URSS en Europe de l'Est. Elle leur reconnaît une certaine latitude dans la mise en œuvre des principes du marxisme-léninisme, mais leur dénie le droit de s'en écarter pour ne pas risquer de compromettre les intérêts vitaux communs des autres États socialistes. Si les orientations prises par un de ces États venaient à compromettre la cohésion d'ensemble des États du bloc socialiste, ceux-ci seraient fondés à réagir. Bien que les différentes formulations faites de cette doctrine au cours de l'année 1968 ne mentionnent pas explicitement un droit de recours à la force, Léonid Brejnev s'appuie sur elle pour justifier l'invasion militaire de la Tchécoslovaquie en août 1968 qui met fin au Printemps de Prague.

## Fondements idéologiques de la doctrine
Les articles 2 et 51 de la Charte des Nations unies affirment que le système international est composé d'États souverains qui ne peuvent utiliser la force dans leurs relations internationales que conformément à une décision du Conseil de sécurité des Nations unies ou dans le cadre de l'exercice de ce que la Charte appelle le « droit naturel de légitime défense individuelle ou collective ». La doctrine soviétique traditionnelle rejette le rôle premier des États et se concentre sur les systèmes sociaux et économiques en tant que source du comportement international. Dans la théorie marxiste-léniniste, l'État disparaîtra lorsque le communisme sera établi.
Aussi, la défense des gains du socialisme passe-t-elle avant le respect de l'indépendance des États aux yeux des dirigeants communistes. En même temps, chaque fois que la souveraineté ou la sécurité soviétique sont en cause, la doctrine se plie aux exigences de l’Union soviétique en tant qu’État. Aux yeux des Soviétiques, des tensions internationales existent inévitablement entre des États dotés de structures sociales différentes et, par conséquent, les intérêts prédominants de l'Union soviétique en tant qu'État peuvent être invoqués à tout moment. Les théoriciens soviétiques tiennent compte à la fois de la réalité du système existant des États et de ce qu’ils considèrent comme le caractère et le rôle distinctifs des pays socialistes.
Avant 1917, Lénine avait reconnu le droit à l'autodétermination pour tous les peuples de l'Union soviétique. En pratique, Lénine et Staline pensaient tous deux que, comme le parti communiste est par définition le parti du prolétariat, il est le seul à pouvoir exercer légitimement le droit à l'autodétermination, ce qui revient de facto à éliminer toute possibilité de sécession au sein de l'Union. Les successeurs de Staline étendent ce double principe de protection des intérêts de l'Union soviétique et de prédominance du parti communiste à la gestion politique des relations avec les États satellites de l'Est : si le parti communiste d'un État indépendant met en œuvre des politiques considérées à Moscou comme hostiles, le parti en question est présumé avoir succombé aux tromperies et aux ruses des impérialistes et des réactionnaires bourgeois. En d'autres termes, il a cessé d'être un authentique parti communiste.

## Naissance de la doctrine
La doctrine Brejnev trouve son origine dans les fondamentaux de la politique soviétique menée par Khrouchtchev puis Brejnev depuis 1953 à l'égard des États satellites d'Europe de l'Est et plus généralement dans les principes de la coexistence pacifique définis à l'origine par Khrouchtchev puis repris par Brejnev dans sa politique de détente avec les États-Unis et l'Europe occidentale. Sa formulation précise est directement liée aux évènements de 1968 en Tchécoslovaquie.

### Précédents: Pologne et Hongrie en 1956
Les dirigeants soviétiques se sentent obligés de réagir aux évènements de 1956 en Pologne et surtout en Hongrie qui menacent le statu quo politique et stratégique en Europe orientale. Les Soviétiques posent alors des limites claires aux velléités d'autonomie des « partis frères » d'Europe de l'Est, qui préfigurent les termes de la future doctrine Brejnev : « Le Parti communiste d'URSS considère qu’il reste le « parti dirigeant » parmi toutes les organisations communistes du monde. Chaque parti communiste est jugé à la lumière des relations plus ou moins intimes qu’il entretient avec le PCUS », et « la défense des acquis socialistes de la Hongrie démocratique populaire est aujourd'hui l'obligation principale et sacrée des ouvriers, des paysans et des intellectuels, de tous les travailleurs hongrois ».

### Printemps de Prague en 1968
Les réformes menées au printemps de 1968 par le parti communiste tchécoslovaque lui-même créent de fortes tensions avec les Soviétiques et les États membres du pacte de Varsovie les plus conservateurs, notamment la RDA. Le 5 avril 1968, le PCT adopte un programme d'action intitulé La route tchécoslovaque vers le socialisme, dont le contenu, popularisé par l'expression « le socialisme à visage humain », dévie largement du modèle communiste soviétique. En mai, Brejnev condamne ce programme d'action « qui ouvre la possibilité de la restauration du capitalisme en Tchécoslovaquie ». 
Les tensions continuent de monter. Une réunion est organisée à Bratislava le 3 août 1968 pour trouver un terrain d'entente. La Bulgarie, la Hongrie, la Pologne, la RDA, la Tchécoslovaquie et l'Union soviétique y participent. Un texte conjoint est publié à l'issue de cette réunion, connu sous le nom de « déclaration de Bratislava ». Dans un but d'apaisement, cette déclaration ne fait pas référence explicitement aux réformes en cours en Tchécoslovaquie et elle ne contient pas de menace d'intervention des États du Pacte de Varsovie. En revanche, elle réaffirme un ensemble de principes communs idéologiques et politiques qui constituent un avertissement implicite aux Tchèques. La déclaration stipule que c'est « le devoir international commun de tous les pays socialistes » de soutenir, renforcer et défendre les conquêtes du socialisme. Elle insiste sur le rôle des Partis communistes dans ces termes : 

« Les partis frères (...) ont acquis la conviction que l'on ne peut aller de l'avant dans la voie du socialisme et du communisme qu'en (...) renforçant le rôle dirigeant de la classe ouvrière et de son avant-garde, les partis communistes.
Les partis frères opposent fermement et résolument leur solidarité inébranlable, leur vigilance très active à toutes les menées de l'impérialisme et de toutes les autres forces anticommunistes qui visent à affaiblir le rôle dirigeant de la classe ouvrière et des partis communistes. »

Les principes de communauté d'intérêt, d'unité du camp socialiste, de prééminence du Parti communiste et de fidélité au pacte de Varsovie que cette déclaration met en avant constituent les ingrédients de base de la doctrine Brejnev qui sera formulée après l'invasion de la Tchécoslovaquie par les Soviétiques et leurs alliés le 21 août 1968.
Pour justifier la légalité de son intervention militaire, Moscou invoque aussi ses traités bilatéraux avec les pays d'Europe de l'Est fondés sur « l'aspiration commune à défendre le socialisme et à assurer la sécurité collective des pays socialistes ».

## Formulation de la doctrine
La doctrine Brejnev n'a jamais été publiée dans un document officiel des instances dirigeantes d'Union soviétique. En revanche, elle est énoncée en deux occasions au cours de l'année 1968 : le 26 septembre dans un article de la Pravda, puis le 13 novembre dans un discours prononcé par Léonid Brejnev lors du 5e Congrès du Parti ouvrier unifié polonais (POUP).

### Article de la Pravda du 26 septembre 1968
La Pravda publie le 26 septembre 1968 un article intitulé La souveraineté et les obligations internationales des pays socialistes. Cet article, directement inspiré par les instances dirigeantes du PCUS n'est cependant pas signé par un responsable politique officiel. Il définit en termes explicites les limites de la souveraineté des États du bloc communiste et justifie le droit d'intervention des autres pays socialistes « frères » en cas de dérive d'un pays par rapport aux principes sur lesquels le bloc de l'Est est bâti.
Cet article affirme notamment :

« Les peuples des pays socialistes et les partis communistes ont et doivent sans aucun doute avoir la liberté de déterminer la voie du développement de leur propre pays. Cependant, aucune de ces décisions ne doit porter atteinte au socialisme dans leur pays, ni aux intérêts vitaux des autres pays socialistes ni à l'ensemble du mouvement ouvrier mondial qui mène la lutte pour le socialisme. Cela signifie que chaque parti communiste est responsable non seulement vis-à-vis de son peuple, mais également vis-à-vis de tous les pays socialistes et de l'ensemble du mouvement communiste. »

L'article tire ensuite de ces principes des conclusions relatives au droit d'intervention :

« Chaque parti communiste est libre d'appliquer les principes du marxisme-léninisme et du socialisme dans son pays, mais il n'est pas libre de s'écarter de ces principes s'il entend rester un parti communiste. [...] L'affaiblissement d'un maillon quelconque du système socialiste mondial affecte directement tous les pays socialistes, et ils ne sauraient y rester indifférents »

L'article se conclut sur une justification explicite de l'intervention en Tchécoslovaquie d'août 1968 :

« L'Union soviétique et les autres États socialistes, en s'acquittant de leur devoir internationaliste envers les peuples frères de la Tchécoslovaquie et en défendant leurs propres acquis socialistes, devaient agir et ont agi en s'opposant résolument aux forces anti-socialistes en Tchécoslovaquie. »

### Discours de Brejnev du 13 novembre 1968
Lors du 5e Congrès du Parti ouvrier unifié polonais, Léonid Brejnev expose en détail sa doctrine qui limite la souveraineté et l'autonomie des États du bloc communiste, dès lors que les orientations prises par l'un d'entre eux constituent une menace pour les autres. Il dit notamment :

« Le PCUS a toujours préconisé que chaque pays socialiste détermine les formes spécifiques de son développement sur la voie du socialisme en tenant compte de ses conditions nationales spécifiques.
Cependant, on sait, camarades, qu'il existe aussi des lois communes régissant la construction socialiste, dérogations qui pourraient conduire à
déviation du socialisme en tant que tel. Et lorsque les forces internes et externes hostiles au socialisme cherchent à inverser le développement de tout pays socialiste vers la restauration de l'ordre capitaliste, lorsqu'émergent une menace pour la cause du socialisme dans ce pays et une menace pour la sécurité de la communauté socialiste dans son ensemble, alors cela n’est plus seulement un problème de la population de ce pays, mais également un problème commun qui concerne tous les États socialistes. »

Poursuivant son discours, Brejnev se réfère implicitement à l'intervention militaire en Tchécoslovaquie d'août 1968 en justifiant le recours à la force armée :

« Il va sans dire qu'une telle action consistant à apporter une aide militaire à un pays frère pour réduire la menace à l'ordre socialiste constitue une mesure extraordinaire imposée. elle ne peut être déclenchée que par des actions directes des ennemis du socialisme à l'intérieur du pays et au-delà de ses frontières, des actions des ennemis du socialisme à l'intérieur du pays et au-delà de ses frontières, des actions mettant en péril les intérêts communs du camp socialiste. »

## Abandon de cette doctrine par M. Gorbatchev
L’arrivée au pouvoir de Mikhaïl Gorbatchev le 11 mars 1985 va bouleverser la politique étrangère de l'Union soviétique et les relations au sein du bloc soviétique. Dès le surlendemain, lors des obsèques de Tchernenko, Gorbatchev dit aux dirigeants des pays d'Europe de l'Est « qu'ils ne doivent pas compter sur les chars soviétiques pour se maintenir au pouvoir ». Ce changement radical de ligne politique va être réitéré à plusieurs reprises entre 1986 et 1988, d’abord dans le secret des instances politiques et militaires du bloc de l’Est, puis à l’occasion de déclarations et discours publics.
Le point culminant de cette progression est atteint lors du discours prononcé le 7 décembre 1988 par M. Gorbatchev à l’Assemblée générale de l’ONU, dans lequel il annonce des réductions importantes des troupes soviétiques en Europe et affirme que « l'usage de la force ne peut plus constituer un instrument de la politique étrangère, (...) et que le principe du libre choix est (...) un principe universel qui ne devrait souffrir aucune exception ». Cette déclaration enterre définitivement la doctrine Brejnev.

## Sources